# Iran i olympiska sommarspelen 1948
Iran deltog i de olympiska sommarspelen 1948 i London. Landet ställde upp med en trupp bestående av 36 deltagare, samtliga män, vilka deltog i 23 tävlingar i fem sporter. Jafar Salmasi tog Irans första olympiska medalj, en bronsmedalj i tyngdlyftning, vilken var den enda medaljen för landet i dessa spel.

## Medaljer
Brons
- Jafar Salmasi - Tyngdlyftning, 60 kg

## Basket

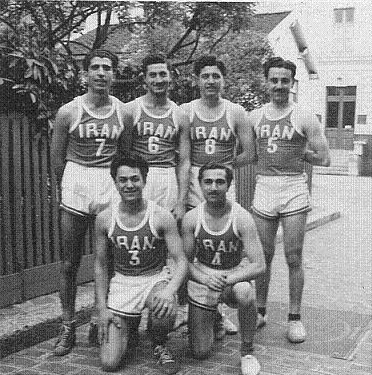
Irans basketlandslag 1948.

- Laguppställning[2]:

Kazem Ashtari
Hossein Jabbarzadegan
Houshang Rafati
Abolfazl Salabi
Asghar Ehssassi
Hossein Karandish
Ferydoun Sadeghi
Hossein Soroudi
Fereidoun Esfandiari
Farhang Mohtadi
Ziaeddin Shadman
Hossein Soudipour
Hossein Hashemi
- Gruppspel:[3]

| Lag       | S | V | O | F | GM  | IM  | MS   | P |
| --------- | - | - | - | - | --- | --- | ---- | - |
| Mexiko    | 4 | 4 | 0 | 0 | 234 | 109 | +125 | 8 |
| Frankrike | 4 | 3 | 0 | 1 | 214 | 131 | +83  | 6 |
| Kuba      | 4 | 2 | 0 | 2 | 213 | 131 | +82  | 4 |
| Iran      | 4 | 1 | 0 | 3 | 136 | 215 | −79  | 2 |
| Irland    | 4 | 0 | 0 | 4 | 70  | 281 | −211 | 0 |

## Boxning
Herrar
| Idrottare             | Gren   | Första omgången                  | Andra omgången                  | Kvartsfinal      | Semifinal        | Final            | Plats |
| --------------------- | ------ | -------------------------------- | ------------------------------- | ---------------- | ---------------- | ---------------- | ----- |
| Ghasem Rassaeli       | 51 kg  | Corman (NED) Förlust på poäng    | Gick inte vidare                | Gick inte vidare | Gick inte vidare | Gick inte vidare | 17    |
| Emanoul Aghasi        | 54 kg  | Vicente (ESP) Förlust på poäng   | Gick inte vidare                | Gick inte vidare | Gick inte vidare | Gick inte vidare | 17    |
| Jamshid Fani          | 58 kg  | Savoie (CAN) Diskvalificerad     | Gick inte vidare                | Gick inte vidare | Gick inte vidare | Gick inte vidare | 17    |
| Masoud Rahimiha       | 62 kg  | López (ARG) Förlust på poäng     | Gick inte vidare                | Gick inte vidare | Gick inte vidare | Gick inte vidare | 17    |
| George Issabeg        | 67 kg  | D'Ottavio (ITA) Förlust på poäng | Gick inte vidare                | Gick inte vidare | Gick inte vidare | Gick inte vidare | 17    |
| Hossein Toussi        | 73 kg  | Karlsson (SWE) Vinst på poäng    | McKeon (IRL) Förlust på poäng   | Gick inte vidare | Gick inte vidare | Gick inte vidare | 9     |
| Eskandar Shora        | 80 kg  | Bye                              | Di Segni (ITA) Förlust på poäng | Gick inte vidare | Gick inte vidare | Gick inte vidare | 9     |
| Mohammad Jamshidabadi | +80 kg | Bye                              | Nilsson (SWE) Diskvalificerad   | Gick inte vidare | Gick inte vidare | Gick inte vidare | 9     |

## Brottning
Fristil
| Idrottare             | Gren   | Omgång 1                       | Omgång 2                      | Omgång 3                           | Omgång 4                  | Omgång 5-8           | Omgång 5-8 |
| Idrottare             | Gren   | Motståndare Resultat           | Motståndare Resultat          | Motståndare Resultat               | Motståndare Resultat      | Motståndare Resultat | Plats      |
| --------------------- | ------ | ------------------------------ | ----------------------------- | ---------------------------------- | ------------------------- | -------------------- | ---------- |
| Mansour Raisi         | 52 kg  | Jernigan (USA) Förlust 0-3     | Harris (AUS) Vinst genom fall | Jadhav (IND) Vinst genom fall      | Balamir (TUR) Förlust 0-3 | Gick inte vidare     | 4          |
| Hassan Sadian         | 62 kg  | Bilge (TUR) Förlust genom fall | Moore (USA) Vinst 2-1         | Tóth (HUN) Förlust 0-3             | Gick inte vidare          | Gick inte vidare     | 11         |
| Ali Ghaffari          | 67 kg  | Ries (RSA) Förlust 0-3         | Kim (KOR) Vinst genom fall    | Koll (USA) Förlust genom fall      | Gick inte vidare          | Gick inte vidare     | 11         |
| Abbas Zandi           | 73 kg  | Estrada (MEX) Vinst genom fall | Doğu (TUR) Förlust genom fall | Leclerc (FRA) Förlust 0-3          | Gick inte vidare          | Gick inte vidare     | 7          |
| Abbas Hariri          | 79 kg  | Brand (USA) Förlust 1-2        | Dök inte upp                  | Gick inte vidare                   | Gick inte vidare          | Gick inte vidare     | 16         |
| Mansour Mirghavami    | 87 kg  | Morton (RSA) Förlust 0-3       | Tarányi (HUN) Förlust 0-3     | Gick inte vidare                   | Gick inte vidare          | Gick inte vidare     | 12         |
| Abdul Ghasem Sahkdari | +87 kg | bye                            | Hutton (USA) Förlust 1-2      | Antonsson (SWE) Förlust genom fall | Gick inte vidare          | Gick inte vidare     | 5          |

## Skytte
Öppna grenar
| Idrottare            | Gren                            | Poäng | Placering |
| -------------------- | ------------------------------- | ----- | --------- |
| Farhang Khosro Panah | 50 meter gevär, liggande        | 545   | 69        |
| Farhang Khosro Panah | 300 meter gevär, tre positioner | 472   | 36        |
| Molla Zal            | 50 meter gevär, liggande        | 511   | 71        |
| Molla Zal            | 300 meter gevär, tre positioner | 660   | 34        |
| Mahmoud Sakhaie      | 50 meter gevär, liggande        | 552   | 67        |
| Mahmoud Sakhaie      | 300 meter gevär, tre positioner | 587   | 35        |

## Tyngdlyftning
Fem deltagare representerade Iran i tyngdlyftningen.
| Idrottare             | Gren    | Press | Ryck  | Stöt  | Total | Plats |
| --------------------- | ------- | ----- | ----- | ----- | ----- | ----- |
| Mahmoud Namdjou       | 56 kg   | 82,5  | 82,5  | 122,5 | 287,5 | 5     |
| Jafar Salmasi         | 60 kg   | 100,0 | 97,5  | 115,0 | 312,5 | 3     |
| Asadollah Mihani      | 67,5 kg | 85,0  | 92,5  | 117,5 | 295,0 | 19    |
| Nasr Sayed Mirghavami | 75 kg   | 102,5 | 95,0  | 130,0 | 327,5 | 13    |
| Rasoul Raisi          | 82,5 kg | 110,0 | 110,0 | 135,0 | 355,0 | 8     |